# Мелодекламація
Мелодекламація — художня декламація віршів або прози з використанням музики. Як прийом мелодекламація існувала в оперному мистецтві, проте з середини XVIII століття в Європі вилилася в самостійний концертний жанр — тексти баладного плану (Ф. Шуберт, Р. Шуман, Ф. Ліст).
Відмінність декламації під фонову музику і мелодекламації в тому, що в мелодекламації дотримується ритміка мелодії, під якою йде читання. Це як спів без дотримання тональності, але з дотриманням ритму.
В сучасній українській музиці до жанру мелодекламації зверталися Сергій Ярунський («Атавіза» на слова М. Семенка, «На кнопках симфонія» на слова В. Голобородька, «Діалог століть» на слова П. Чубинського та К. Дмитрів) та Тріо САТ — «Мелодекламація пам'яті Анатолія Білошицького».